# احتياطات الوقاية القائمة على الانتقال
احتياطات الوقاية القائمة على الانتقال هي احتياطات مكافحة العدوى في الرعاية الصحية، بالإضافة إلى «الاحتياطات القياسية». تعد أحدث الممارسات الروتينية للوقاية من العدوى ومكافحتها المطبقة على المرضى المعروفين أو المشتبه في إصابتهم أو الحاملين للعوامل المعدية، بما في ذلك بعض العوامل الممرضة من الناحية الوبائية، والتي تتطلب تدابير إضافية لمنع انتقال العدوى بشكل فعال. تعتبر الاحتياطات العامة مهمة أيضًا فيما يتعلق باحتياطات الوقاية القائمة على الانتقال. الاحتياطات العامة هي ممارسة تعتمد على اعتبار جميع سوائل الجسم كما لو أنها مصابة بفيروس العوز المناعي البشري أو فيروس التهاب الكبد ب أو غيرهما من العوامل الممرضة المنقولة بالدم.
تستند احتياطات الوقاية القائمة على الانتقال إلى ما يسمى بـ«الاحتياطات القياسية» التي تشمل الممارسات الشائعة، مثل نظافة اليدين، والنظافة التنفسية، وبروتوكولات معدات الحماية الشخصية، والعناية بالمعدات المتسخة وأدوات الحقن، وضوابط عزل المريض، وتقييم المخاطر للحد من انتشار المرض بين المرضى.

## الأساس المنطقي لتطبيقها في الرعاية الصحية
تحدث الأمراض المعدية نتيجة التفاعل بين مصدر (أو حامل) للعوامل المعدية وطريقة انتقال للعامل وعائل حساس مع طريقة دخول مناسبة للعامل والبيئة. قد تتضمن السيطرة على الأمراض المعدية تغيير واحد أو أكثر من هذه العناصر، وتتأثر الثلاثة الأولى منها بالبيئة. يمكن أن يكون لهذه الأمراض مجموعة واسعة من الآثار، تتراوح من العدوى الصامتة -مع عدم وجود علامات أو أعراض- إلى المرض الشديد والوفاة. وفقًا لطبيعته، قد يُظهر عامل مُعدٍ معين واحدًا أو أكثر من الأنماط التالية للانتقال مثل الانتقال بالتماس المباشر وغير المباشر والانتقال بالرذاذ والانتقال جوًا.
تُستخدم احتياطات الوقاية القائمة على الانتقال عندما (لا يتم) قطع مسار (مسارات) انتقال العدوى بشكل تام باستخدام «الاحتياطات القياسية» وحدها.

### الاحتياطات القياسية
تشمل الاحتياطات القياسية:
- نظافة اليدين أو غسلهما لمنع الإصابة بداء أو مرض ومنع انتشار العوامل الممرضة (مثل البكتيريا والفيروسات والطفيليات) لأشخاص آخرين، فتقل احتمالية انتقال العدوى. يمكن المحافظة على نظافة اليدين بوسائل مختلفة بما في ذلك معقمات اليدين الحاوية على الكحول أو الغسل بالصابون والماء أو غسول اليدين المطهر. هناك تقنيات مختلفة وأسباب لتفضيل طريقة على أخرى. يوصى عمومًا باستخدام معقم اليدين المعتمد على الكحول عندما لا تكون الأيدي متسخة بشكل واضح أو قبل وبعد التماس مع شخص (مثل مريض في أحد أوساط الرعاية الصحية) أو شيء ما. باستخدام التقنية المناسبة، يُفضل الصابون والماء للأيدي المتسخة بشكل واضح أو في الحالات التي لا يمكن فيها قتل العوامل الممرضة المختلفة بمطهرات الأيدي الحاوية على الكحول (مثلًا، الكائنات الحية المنتجة للأبواغ مثل المطثية العسيرة).
- معدات الوقاية الشخصية في حالات التعرض للمواد المعدية
- مبادئ النظافة التنفسية
- ضوابط عزل المريض
- التعامل المناسب مع المعدات المتسخة
- التعامل المناسب مع أدوات الحقن

## البحث
هناك حاجة إلى دراسات بحثية تتمثل بتجارب منضبطة معشاة ودراسات محاكاة لتحديد أكثر أنواع معدات الحماية الشخصية فاعلية لمنع انتقال الأمراض المعدية إلى العاملين في مجال الرعاية الصحية. هناك أدلة منخفضة الجودة تدعم إجراء تحسينات أو تعديلات على معدات الحماية الشخصية بهدف المساعدة في الحد من التلوث. تتضمن أمثلة التعديلات إضافة أشرطة للأقنعة أو القفازات لتسهيل إزالتها وتصميم العباءات الواقية بحيث يتم نزع القفازات في نفس الوقت. بالإضافة إلى ذلك، هناك دليل ضعيف على أن الأساليب أو التقنيات التالية لمعدات الوقاية الشخصية قد تؤدي إلى الحد من التلوث وتحسين الامتثال لبروتوكولات الحماية الشخصية: ارتداء قفازات مزدوجة واتباع إجراءات محددة لنزعها (إزالتها) مثل تلك الخاصة بمراكز السيطرة على الأمراض والوقاية منها وتزويد الأفراد بالتعليمات المنطوقة أثناء إزالة معدات الوقاية الشخصية.

## التطبيق في إعدادات الرعاية المتنقلة والمنزلية
رغم أن احتياطات الوقاية القائمة على الانتقال تنطبق بشكل عام في جميع أماكن الرعاية الصحية، توجد استثناءات. مثلًا، في الرعاية المنزلية، لا تتوفر غرف عزل للعوامل المنقولة جوًا. بالإضافة إلى ذلك، لا يستخدم أفراد الأسرة المصابون بأمراض مثل الحماق والسل أقنعة الوجه أو أساليب الوقاية التنفسية، ولكن العاملين في مجال الرعاية الصحية سيحتاجون إلى استخدام مثل هذه الأساليب عند زيارتهم. بالمثل، قد يتطلب تدبير حالات المرضى الحاملين أو المصابين بالكائنات الحية الممرضة المقاومة لأدوية متعددة احتياطات التماس في مستشفيات الرعاية الحادة وفي بعض مرافق الرعاية المديدة عندما يكون هناك انتقال مستمر، رغم عدم تحديد خطر الانتقال في الرعاية الإسعافية والرعاية المنزلية. قد يكون الاستخدام المتسق للاحتياطات القياسية كافيًا في هذه الحالات، ولكن، هناك حاجة إلى مزيد من المعلومات.
يجب جدولة المرضى الذين يحتاجون إلى خدمات العيادات الخارجية والذين يعانون من أمراض منقولة جوًا أو تنتقل عبر الرذاذ في نهاية اليوم لتقليل التماس مع مرضى آخرين. يجب أيضًا تثقيف هؤلاء المرضى حول الآداب التنفسية المناسبة -استخدام الكوع عند السعال وارتداء قناع الوجه. يجب على المتخصصين في الرعاية الصحية أيضًا ارتداء معدات الوقاية الشخصية المناسبة عند وجود احتمال تماسهم مع هؤلاء المرضى.
يجب فرز المرضى الذين يعانون من أمراض معروفة تنتقل عبر التماس وإحضارهم إلى العيادات المتنقلة بسرعة ووضعهم في غرفة خاصة. يجب عدم إخراج العناصر المستخدمة في هذه الغرف منها ما لم تُعقم بشكل صحيح. يجب على العاملين في مجال الرعاية الصحية تطبيق أساليب تنظيف اليدين المناسبة عند الخروج من الغرفة الخاصة بالمرضى.
يجب وضع المرضى الموجودين في مرافق الرعاية المديدة في غرف فردية، وتأمين أدوات خاصة بهم أو استخدام أدوات لمرة واحدة، ويجب أن يكون تماسهم محدودًا مع المقيمين الآخرين، بهدف الحد من انتشار الأمراض المنقولة عبر التماس. بالنسبة للمصابين بلأمراض المنقولة جوًا وبالرذاذ في مرافق الرعاية المديدة، يجب عليهم ارتداء أقنعة عند تواجدهم حول المقيمين الآخرين، ويجب الحفاظ على معدات الوقاية الشخصية المناسبة وتطبيق الاحتياطات القياسية في جميع أنحاء المرافق. بالإضافة إلى ذلك، يجب تمنيع الأفراد المقيمين في مرافق الرعاية المديدة والمعرضين لخطر الإصابة بهذه الأمراض إن أمكن.

## آثار جانبية
عند الإشارة إلى احتياطات الوقاية القائمة على الانتقال، يجب بذل الجهود لمواجهة الآثار الضائرة المحتملة على المرضى (مثل القلق والاكتئاب واضطرابات المزاج الأخرى، والتصورات السلبية، وإنقاص فرص التماس مع طاقم الرعاية السريرية، والزيادات في الأحداث الضائرة التي يمكن الوقاية منها بهدف تحسين امتثال المرضى والتزام العاملين في مجال الرعاية الصحية).